# イェジ・マカルチク
イェジ・ミハウ・マカルチク（ポーランド語: Jerzy Michał Makarczyk、1938年 - 2025年7月30日）は、ポーランドの弁護士。
1999年から2002年まで、欧州人権裁判所のポーランド代表を務めた。その後、2004年5月11日に欧州司法裁判所から裁判官に任ぜられ、2009年までその職にあたった。